# Den kongeløse tid
Den kongeløse tid er i Danmarks historie betegnelsen for perioden  fra 1332-1340. Da Christoffer 2. døde i 1332, stod Danmark uden konge. Der var to ejere, grev Johann som pantherre over Sjælland, Lolland og  Skånelandene (altså området øst for Storebælt), og grev Gerhard (grev Gert, Den kullede Greve) som pantherre over Jylland og Fyn (området vest for Storebælt). Greverne havde lov til at udskrive skatter for at få dækket deres tilgodehavender. Skatterne blev brutalt inddrevet af pantherrernes soldater. Selv hvis bønderne kunne betale de hårde skatter, plyndrede soldaterne dem og lagde deres gårde øde. Det administrative system kørte videre: der blev holdt kongelig rettergang, og danehoffet blev indkaldt hvert år. Det var en meget urolig tid i dansk historie. I Nørrejylland drog bander på togt. Skibsfarten var udsat for piratangreb, og selv i byerne kunne ingen føle sig sikker.

## Skåneland
I 1332 gjorde Skåneland oprør (bl.a. blev 300 holstenere dræbt i Lund Domkirke) og søgte med den lundensiske ærkebiskop Karl Eriksen Røde i spidsen beskyttelse hos Sveriges og Norges konge Magnus Smek. Magnus indløste det skånelandske pantebrev fra grev Johann for en sum af 34.000 mark sølv (ca. 6 ton). Han blev hyldet som konge af Skåneland på Sankt Libers høj uden for Lund. Skåneland var nu som selvstændig del i personalunion med Sverige og Norge. I Jylland rejste bønderne sig også til oprør, men det blev slået ned i 1334 under slaget ved Taphede. 
Hertug Valdemar af Sønderjylland sluttede sig til det parti, der arbejdede for at bringe Christoffer II's søn, Valdemar 4. Atterdag på tronen. Grev Gert tvang hertug Valdemar til at opgive Sønderjylland mod at få Nørrejylland, mens Gert selv overtog Sønderjylland. Gert udskrev nye skatter for at straffe oprørerne, og han red med omkring 4000 mand til Randers, hvor han etablerede sit hovedkvarter.

## Niels Ebbesen
Da samlede den jyske væbner Niels Ebbesen en skare på kun 47 mand, der om aftenen den 1. april 1340 red over Randers Bro og ind i byen. Niels Ebbesen og hans mænd undgik de holstenske soldater og nåede frem til grev Gert. I et hug skilte Niels Ebbesen grevens hoved fra kroppen, og derved var Jylland befriet for den hårdhændede hersker. Kendt er også sagnet om Sven Trøst, som havde åndsnærværelse nok til at smide broplankerne i vandet, efter at Niels Ebbesen og hans folk havde passeret Randers Bro, så grevens mænd ikke kunne forfølge dem. For denne bedrift blev han slået til ridder af Randersbro af Niels Ebbesen.

## Valdemars kroning
I foråret og sommeren tilbageerobrede jyderne store områder af Jylland, blot ikke Skanderborg Slot, hvor holstenerne holdt stand. Den 2. november 1340 kom de holstenske soldater fra Fyn de belejrede til undsætning. 2200 jyder, heriblandt Niels Ebbesen, mistede livet. Da grev Gert var død, skyndte hans sønner Heinrich og Claus sig ud af landet. Den 22. april 1340 blev der i Spandau ved Berlin indgået et forlig, som indebar, at Valdemar blev kronet som konge og fik  Aalborghus og landet nord for Limfjorden. Resten af Nørrejylland kunne fås mod en betaling på 35.000 mark sølv. Herefter ville greverne gradvis opgive Kalø, Horsens, Kolding og Ribe.

## Indvirkning på 1800-tallets Danmark
Grundtvig (1839) forsøgte at beskrive stemningen i Danmark på denne tid:
| Citat | Om Danemarks kvide der lød en sang så sørgelig: Der var ingen konning i Danevang, men borgerkrig. Dansken var fredløs i skov og på hede, herrer vi havde af himmelens vrede, for tyskerne reves om Danmark. | Citat |
|       | |       |